# Гай Месий
Гай Месий (Gaius Messius; Caius Messi) е политик на Римската република през края на 1 век пр.н.е.
През 57 пр.н.е. Гай Месий е народен трибун. През 56 пр.н.е. издава закона lex Messia. Става претор и едил през неизвестна година.